# Рафаел Варан
Рафаел Варан (на френски: Raphaël Varane) е бивш френски футболист, роден на 25 април 1993 г. в Лил, Франция.

## Клубна кариера

### Ланс
На 6 ноември 2010 г. е привикан от треньора на Ланс да започне тренировки с първия тим поради контузия на играч и така той да заеме неговото място. Тренира цяла седмица с отбора и треньора остава с добри впечатления от него и му гласува доверие като титуляр в домакинския мач срещу Монпелие. Отбора му успява да стигне до победа с 2:0 и така футболиста записва първия си официален мач за мъжете. В следващите два мача той отново попада в групата за мачовете с Марсилия и Лион, но не влиза в игра.

### Реал Мадрид
На 22 юни 2011 г. подписва 6-годишен договор с Реал Мадрид за сумата от 10 млн. евро. и облича бялата фланелка с номер 19.

#### Сезон 2011/12
Варан прави дебют с фланелката на Реал Мадрид в мача срещу Расинг (Сантандер) и изиграва цели 90 мин., но отборът му не успява да спечели и завършва 0:0. В следващия мач с Райо Валекано попада в стартовия състав, прекарва 90 минути на терена и вкарва първия си гол за Реал Мадрид в 67 минута, а неговият нов отбор печели с 6 – 2. Общо в Примера дивисион изиграва 9 мача, 7 от тях започва като титуляр, два пъти влиза като резерва и затова време не получава нито един картон. В Шампионска лига изиграва 4 мача: три в груповата фаза и един в четвъртфиналите. За Купата на Испания има само два мача, но успява да вкара и един гол.

#### Сезон 2012/13
За новия сезон започва подготовка с отбора си. Варан играе във всичките 6 мача на предсезонната подготовка в САЩ. По време на същата подготовка той взима фланелка с номер „2“, която преди това е принадлежала на Рикардо Карвальо. Първият мач от новия сезон е от Шампионска лига срещу Манчестър Сити, където за изненада на всички започва титуляр на мястото на Серхио Рамос, а отбора му печели в драматичен мач у дома с 3:2 и Варан изиграва всичките 90 мин. на терена.
На 30 януари 2013 вкарва и първия си гол срещу Барселона (в сблъсъка Ел Класико) в първия мач от полуфиналните срещи за Купата на Испания игран в Мадрид и завършил с резултат 1:1.

#### Сезон 2013/14
Тогава развитието на Рафа Варан започва. Той печели първата си шампионска лига и именно през този сезон той започва да се превръща в един от най-добрите футболисти на поста си.

#### Сезон 2014/15
На 18 септември 2014 г., Варан подновява своя настоящ договор до лятото на 2020 година.

## Статистика

### Клубни отбори
- Последна промяна: 8 май 2016 г.

| Отбор             | Сезон             | Първенство | Първенство | Купа   | Купа   | Европейски турнири | Европейски турнири | Други  | Други  | Общо   | Общо   |
| Отбор             | Сезон             | Мачове     | Голове     | Мачове | Голове | Мачове             | Голове             | Мачове | Голове | Мачове | Голове |
| ----------------- | ----------------- | ---------- | ---------- | ------ | ------ | ------------------ | ------------------ | ------ | ------ | ------ | ------ |
| Ланс              | 2010/11           | 23         | 2          | 1      | 0      | —                  | —                  | —      | —      | 24     | 2      |
| Общо              | Общо              | 23         | 2          | 1      | 0      | —                  | —                  | —      | —      | 24     | 2      |
| Реал Мадрид       | 2011/12           | 9          | 1          | 2      | 1      | 4                  | 0                  | 0      | 0      | 15     | 2      |
| Реал Мадрид       | 2012/13           | 15         | 0          | 7      | 2      | 11                 | 0                  | 0      | 0      | 33     | 2      |
| Реал Мадрид       | 2013/14           | 14         | 0          | 2      | 0      | 7                  | 0                  | 0      | 0      | 23     | 0      |
| Реал Мадрид       | 2014/15           | 27         | 0          | 4      | 2      | 12                 | 0                  | 3      | 0      | 46     | 2      |
| Реал Мадрид       | 2015/16           | 26         | 0          | 0      | 0      | 7                  | 0                  | 0      | 0      | 33     | 0      |
| Общо              | Общо              | 91         | 1          | 15     | 5      | 41                 | 0                  | 3      | 0      | 150    | 6      |
| Общо за кариерата | Общо за кариерата | 114        | 3          | 16     | 5      | 41                 | 0                  | 3      | 0      | 174    | 8      |

Бележки
1. ↑  Мачове за Купа на Франция, Купа на лигата и Купа на Испания.
2. ↑  Мачове за Суперкупа на Испания, Суперкупа на УЕФА и Световно клубно първенство по футбол.

## Успехи

### Реал Мадрид
- Шампион на Испания (3) – 2011/12, 2016/17, 2019/20
- Суперкупа на Испания – (3) – 2012, 2017,2019 – 20
- Купа на Испания – (1) – 2013/14
- Шампионска лига – (4) – 2013/14, 2015/16, 2016/17, 2017/18
- Суперкупа на Европа – (3): 2014, 2016, 2017
- Световно клубно първенство - (4)– 2014, 2016, 2017,2018

### Франция
Световно първенство (1) – 2018
Лига на нациите на УЕФА (1) – 2020/21